# Cechovní artikule
Cechovní artikule (též artykule, pořádek či statut) bylo označení pro pravidla a předpisy, které upravovaly organizací cechů na nejvyšší úrovni (tedy měli funkci stanov). Artikule mají velkou cenu pro poznání cechů, protože se často dochovaly a zároveň svoji podrobnosti dobře svědčí o tom jak konkrétní cech fungoval (nebo alespoň měl fungovat). Cech si mohl sestavit vlastní artikule, nicméně častěji si upravoval artikule jiných cechů. V první polovině došlo k omezování cechovní samosprávy v Čechách ze strany státu, v roce 1731 byl vydán generální řemeslnický (jinak cechovní) patent, který nařizoval řadu podrobností cechovního života, včetně nutnosti nechat si artikule potvrdit panovníkem (naopak před patentem bylo potvrzování zcela výjimečné) a v roce 1739 byly vydány tzv. generální cechovní artikule, tedy vzorové cechovní artikule pro cechy.

## Cechy
Cechovní organizace řemesel měla své kořeny a souvislost se vznikem měst ve středověku. Vývoj mistrovských cechů byl produktivním a ekonomicky pozitivním faktorem. Svou roli přestaly cechy postupně plnit od 17. století. Přesto patřily cechy na počátku 18. století stále ke klíčovým symbolům městského života, byly základním organizačním faktorem pro řemesla. Zásadní roli pro vznik a fungování cechů hrály městské úřady, které volily cechovní představenstvo, dohlížely nad sazbami a cenami. Také kontrolovaly, spolu s cechovními mistry, kvalitu zboží a rozhodovaly ve sporech mezi cechy i ve sporech členů cechu.

### Vznik artikulí
Primárním psaným předpisem pro fungování cechů byly cechovní artikuly („články“). Šlo o soubory předpisů, v němž byly obsaženy především organizační, sankční a etické normy. Tyto normy určovaly hlavní principy řemeslné produkce, stanovovaly pravomoci a strukturu v jednotlivých ceších, vztahy mezi městskou radou a cechovními mistry apod. Typické bylo zdůraznění povinné zbožnosti řemeslníka, jeho povinnosti ve vztahu ke kvalitě zboží a zákazníkovi, v artikulech nemohla chybět organizační ustanovení, princip výchovy řemeslnického dorostu, postavení cechovních mistrů apod.

## Generální řemeslnický patent z roku 1731

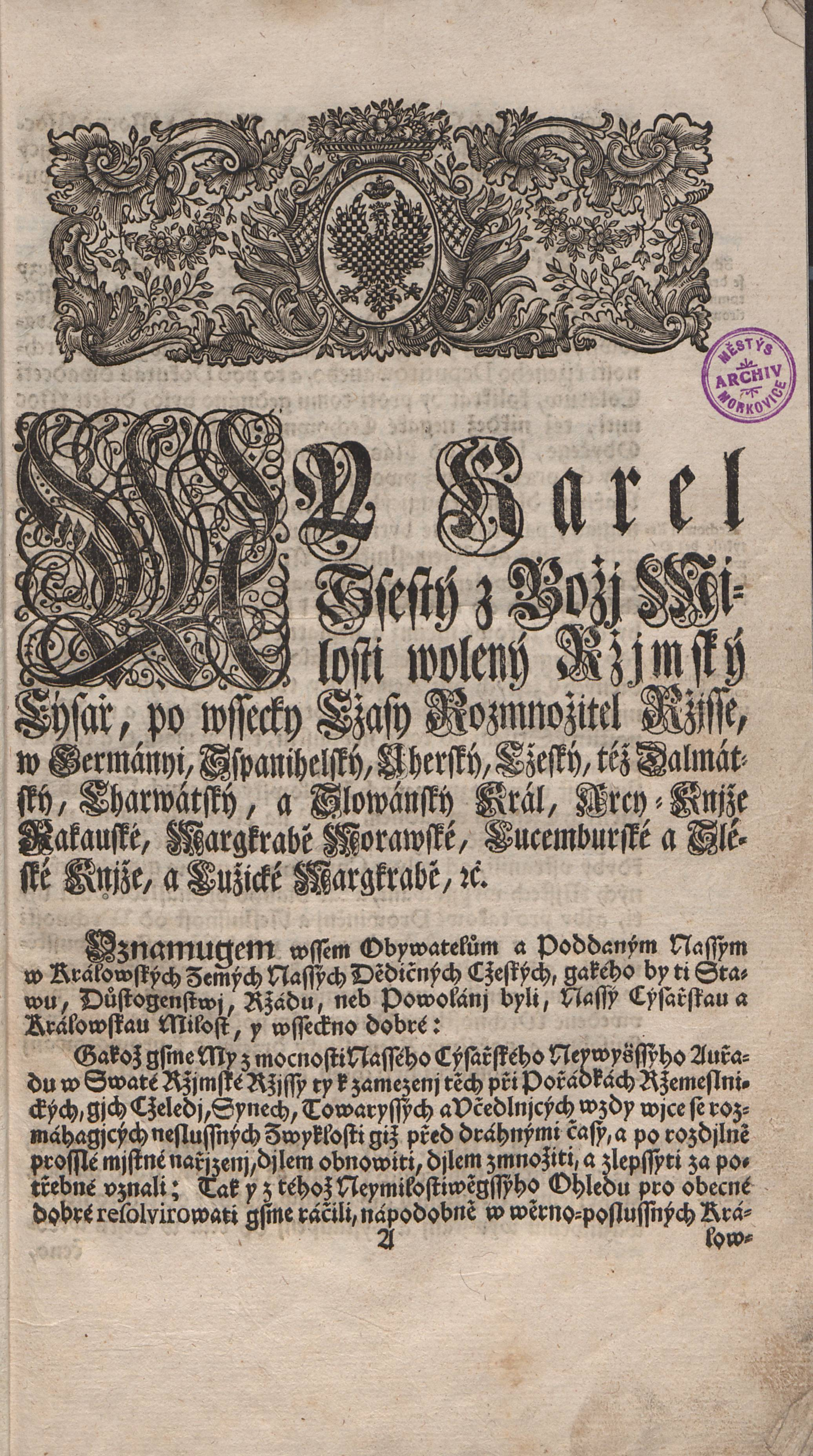
Titulní strana generálního řemeslnického (cechovního) patentu z r. 1731 (Vědecká knihovna Olomouc)

Panovník schvaloval řemeslnická statuta jen ve výjimečných případech, což byl příklad artikulů císaře Karla VI. z roku 1731. Tato statuta jsou jakýmsi obecným vzorem a předobrazem dalších cechovních artikulů. Artikule obsahovaly celkem patnáct bodů. V případě artikulů z roku 1731 šlo o tzv. generální cechovní patent pro země Koruny české. 

### Popis obsahu patentu
1. článek cechovního svodu obsahoval nařízení císařovo, aby se setkávání cechů konalo pod kontrolou vrchnosti, tedy omezovala se autonomie cechů.
2. článek zajišťoval ochranu tovaryšů, aby nebyli vypuzování z cechů, ohrožování na živobytí. Šlo o jistý druh sociální ochrany, jelikož pozice tovaryšů byla velmi obtížná.
3. článek nařizoval, že vyučený tovaryš na jednom místě má být uznán v jiném městě, kde panují jiné poměry, existují jiné cechovní artikule apod. Opět šlo o ochranu řemeslnického dorostu a zvýšení sociální mobility.
4. článek určoval personální přípustnost pro výkon řemesla. To se zapovídalo pro lidi s kriminální minulostí, ale naopak připouštělo syny např. hlídačů, ovčáků, hrobníků a dokonce i potomky katů a pohodných ve druhé generaci.
5. článek popisoval způsob řešení rozepří mezi mistry a tovaryši.
6. článek popisoval hierarchizaci cechů.
7. článek hovořil o tzv. šenku.
8. článek pak řešil sankce řemeslníků, přičemž utržené peníze z pokut měly připadnout cechovní pokladně.
9. článek popisoval symbolické postupy při udělování výučních listů tovaryšům, při propouštění z cechu apod.
10. článek jmenoval povinnosti tovaryšů vůči mistrům, jejich závazek k disciplíně a mlčenlivosti o výrobních postupech a tajemstvích apod.

Reforma cechovního života pak pokračovala i v dalších letech a za života Karla VI. ještě došlo ještě v roce 1739 k vydání generálních cechovních artikulů společných pro všechny druhy cechů.